# Како умрети
„Како умрети” је југословенски филм први пут приказан 20. марта 1972. године. Режирао га је Миомир Мики Стаменковић, а сценарио је написао Бранимир Шћепановић.

## Улоге
| Глумац          | Улога |
| --------------- | ----- |
| Фарук Беголи    |       |
| Јелена Лаковић  |       |
| Абдурахман Шаља |       |
| Истреф Беголи   |       |
| Богдан Јакуш    |       |
| Фатмир Лама     |       |
| Шани Паласка    |       |
| Мира Ступица    |       |
| Екрем Тараку    |       |
| Ариф Вала       |       |
| Џеват Ћорај     |       |